# سیارک ۴۶۲۴
سیارک ۴۶۲۴ (به انگلیسی: 4624 Stefani، نامگذاری:1982FV2) چهار هزار و ششصد و بیست و چهارمین سیارک کشف شده‌است که در ۲۳ مارس ۱۹۸۲ کشف شد.
قدر مطلق سیارک برابر ۱۲٫۵۰ است.